# توبياس كون
توبياس كون (بالألمانية: Tobias Kuhn)‏ هو مغن مؤلف ألماني، ولد في 1975.

## وصلات خارجية
- توبياس كون على موقع IMDb (الإنجليزية)
- توبياس كون على موقع ميوزك برينز (الإنجليزية)
- توبياس كون على موقع ميوزك برينز (الإنجليزية)
- توبياس كون على موقع ميوزك برينز (الإنجليزية)
- توبياس كون على موقع ديسكوغز (الإنجليزية)
- توبياس كون على موقع قاعدة بيانات الفيلم (الإنجليزية)